# Nebulosa

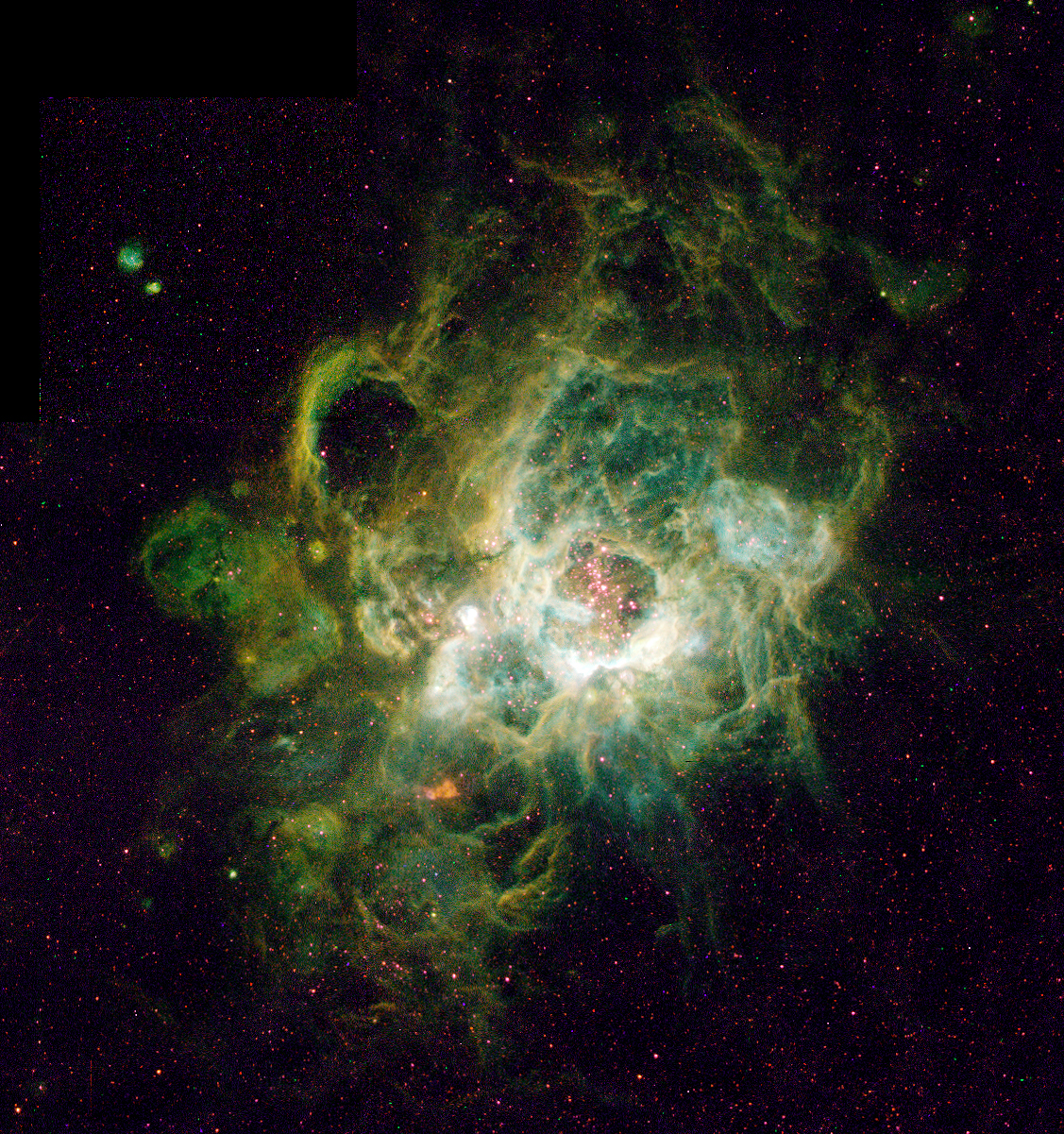
NGC 604 ripresa dal telescopio orbitale Hubble

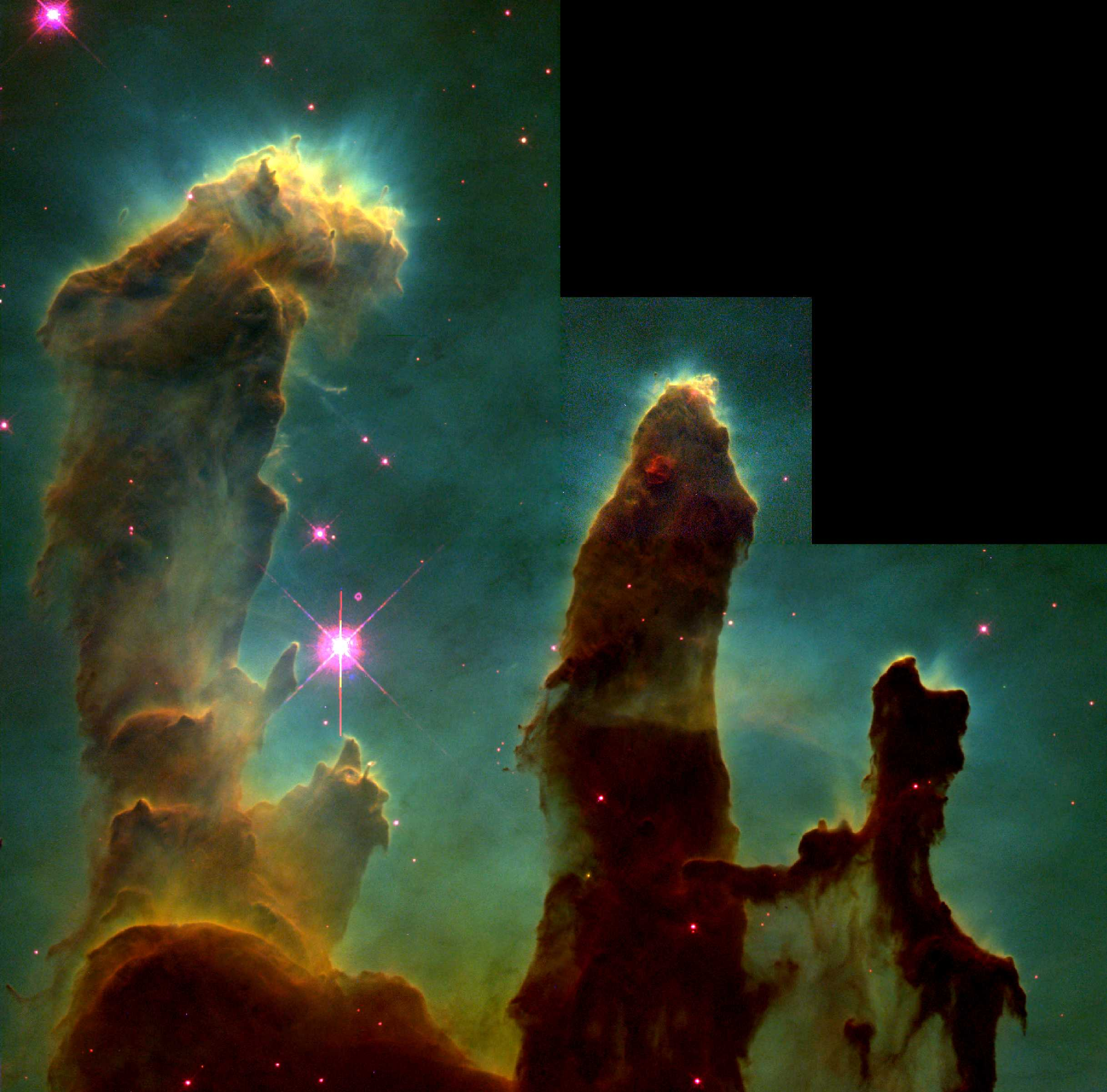
I Pilastri della Creazione nella Nebulosa Aquila

Una nebulosa (dal latino nebula, nuvola) è un agglomerato interstellare di polvere, idrogeno e plasma. Originariamente il termine veniva impiegato per indicare qualsiasi oggetto astronomico di grandi dimensioni di natura non stellare né planetaria né cometaria, quindi comprendeva anche quelle che oggi sono note come galassie (per esempio, la Galassia di Andromeda era chiamata Nebulosa di Andromeda prima che le galassie venissero scoperte da Edwin Hubble).
Alcune nebulose sono caratterizzate dall'ospitare al loro interno fenomeni di formazione stellare, come le nubi molecolari, le nebulose oscure e le regioni H II; altre, come le nebulose a riflessione, brillano della luce emessa da una stella che transita al loro interno, come NGC 1435 che circonda la stella Merope delle Pleiadi. Altre ancora si originano a seguito della morte di una stella, come le nebulose planetarie o i resti di supernova.

## Formazione

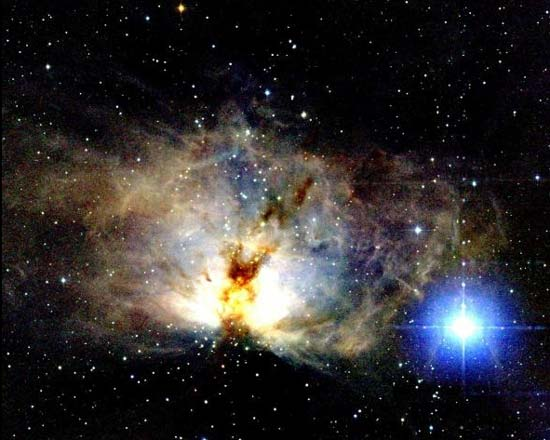
Nebulosa Fiamma NGC 2024

Molte nebulose si formano grazie al collasso gravitazionale del gas presente nel mezzo interstellare. Mentre la materia collassa sotto il proprio peso, al centro si possono formare stelle massive che ionizzano il gas circostante con la loro radiazione ultravioletta, creando del plasma (il quarto stato della materia). Esempi di questo tipo sono la Nebulosa Rosetta o la Nebulosa Pellicano. Le dimensioni di queste nebulose variano in base alla grandezza originaria della nuvola di gas.
Alcune nebulose sono il risultato dell'esplosione di una supernova. La materia scagliata via dall'esplosione viene ionizzata dai residui della supernova. Il migliore esempio è la Nebulosa del Granchio nella costellazione del Toro, il risultato della supernova SN 1054, registrata nel 1054. Il centro della nebulosa è una stella di neutroni creata durante l'esplosione.
Altre nebulose possono diventare nebulose planetarie. Questo è l'ultimo stadio della vita di una stella di bassa massa come il Sole. Le stelle con una massa di 8-10 masse solari si evolvono in giganti rosse e perdono lentamente gli strati esterni durante le pulsazioni nella loro atmosfera. Quando una stella ha perso una quantità sufficiente di materia, la sua temperatura aumenta e la radiazione ultravioletta emessa è capace di ionizzare la nebulosa circostante che è stata spazzata via precedentemente.

## Nebulose diffuse

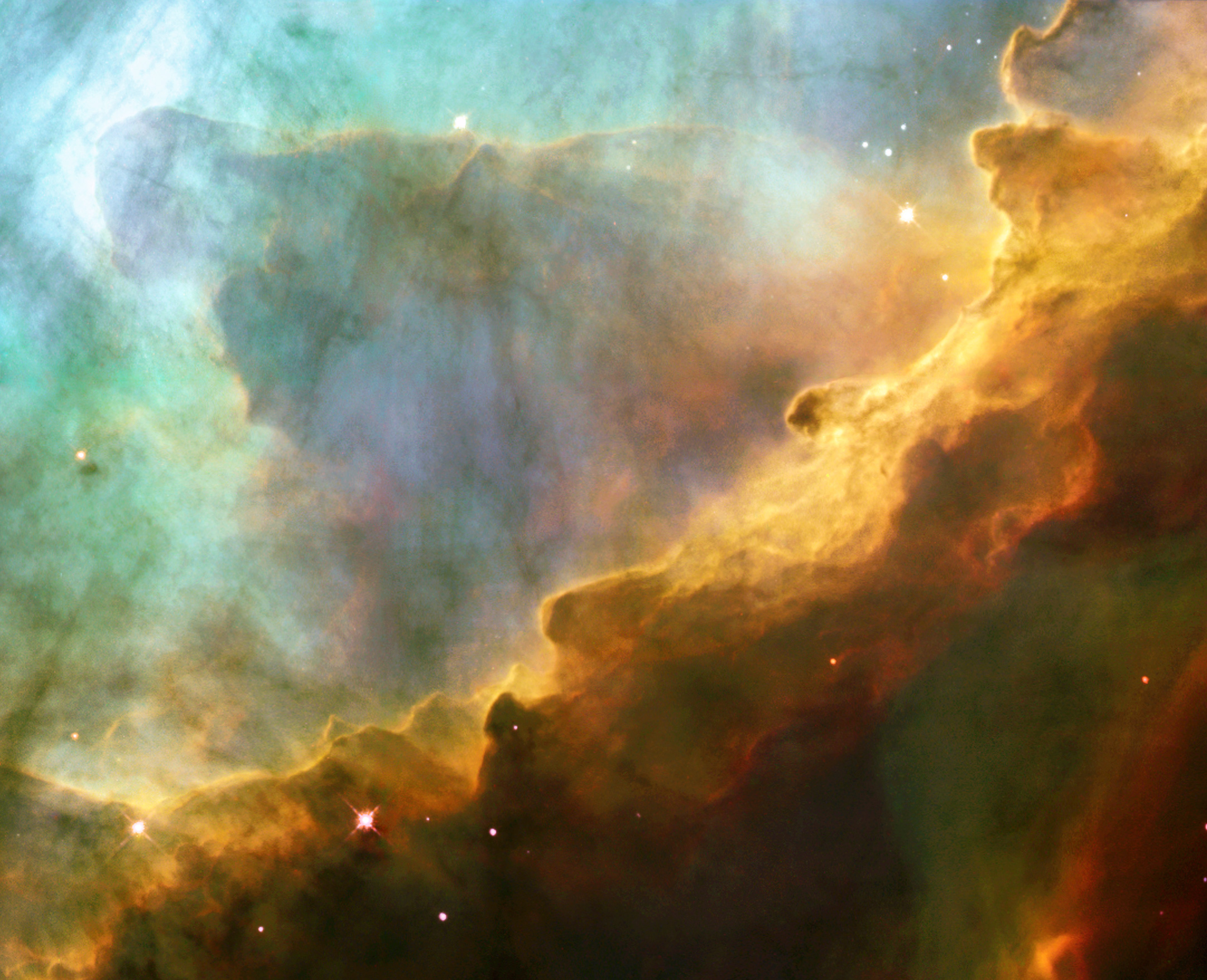
La Nebulosa Omega, l'esempio di una nebulosa diffusa.

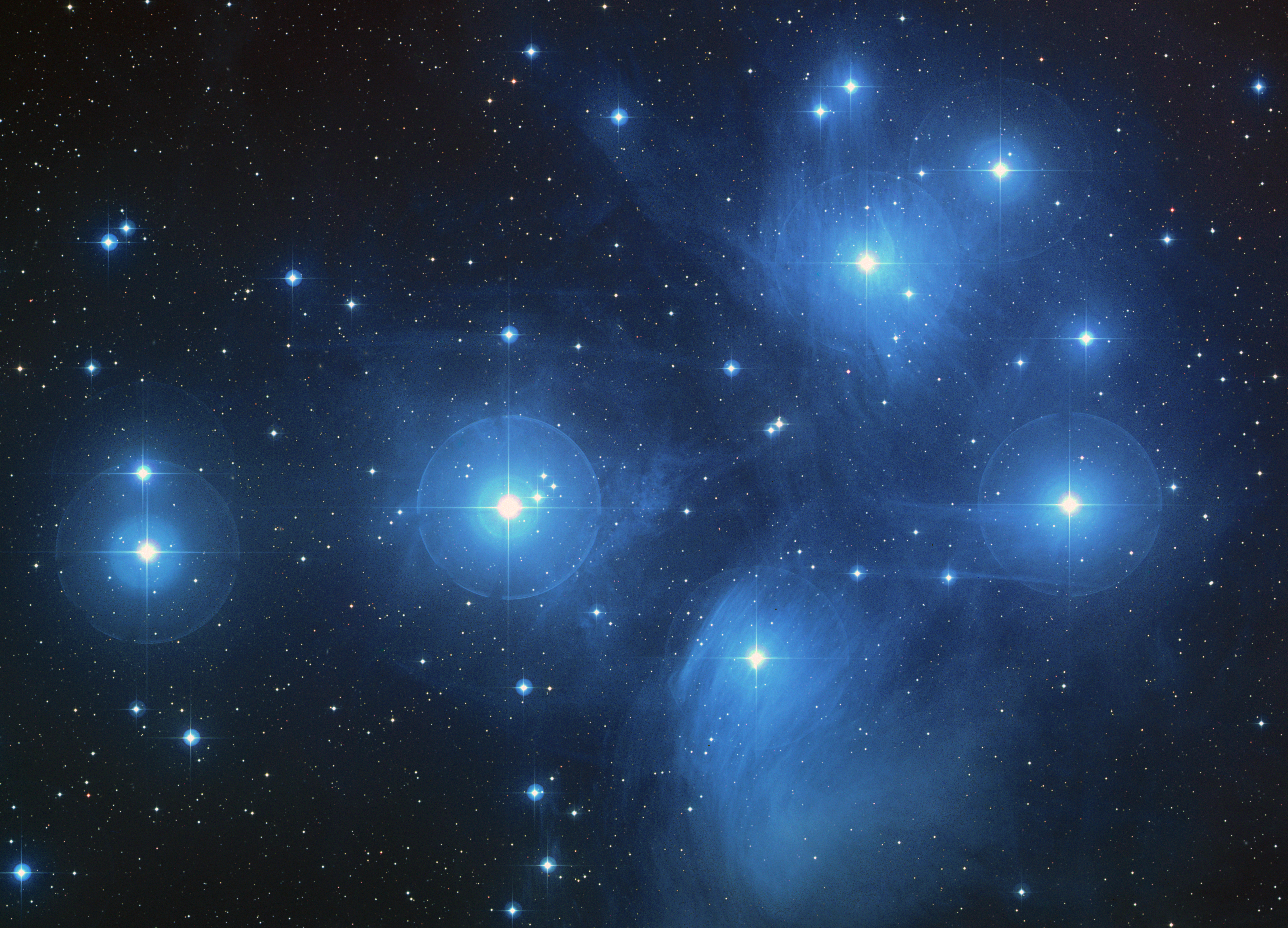
Le Pleiadi.

La maggior parte delle nebulose sono diffuse; ciò significa che sono molto estese e che non hanno confini ben definiti. Nella luce visibile possono essere suddivise in nebulose a emissione e in nebulose a riflessione in base a come viene creata la luce che vediamo. Le nebulose a emissione contengono gas ionizzato (per la maggior parte idrogeno ionizzato) che produce linee spettrali di emissione. Spesso vengono denominate Regioni H II che deriva dal linguaggio professionale degli astronomi riferendosi all'idrogeno ionizzato. A differenza delle nebulose a emissione, quelle a riflessione non producono una propria luce visibile a sufficienza, ma riflettono invece la luce delle stelle nelle vicinanze.
La nebulosa oscura è simile alla nebulosa diffusa, ma non è visibile perché non emette una propria luce né può sfruttare quella riflessa. Si manifesta come una nuvola nera di fronte a stelle più distanti o nebulose a emissione.
Nonostante queste nebulose sembrino diverse viste nelle varie lunghezze d'onda ottiche, esse brillano tutte se osservate nell'infrarosso. Questa radiazione arriva dalla polvere della nebulosa.

## Tipi di nebulose specifiche

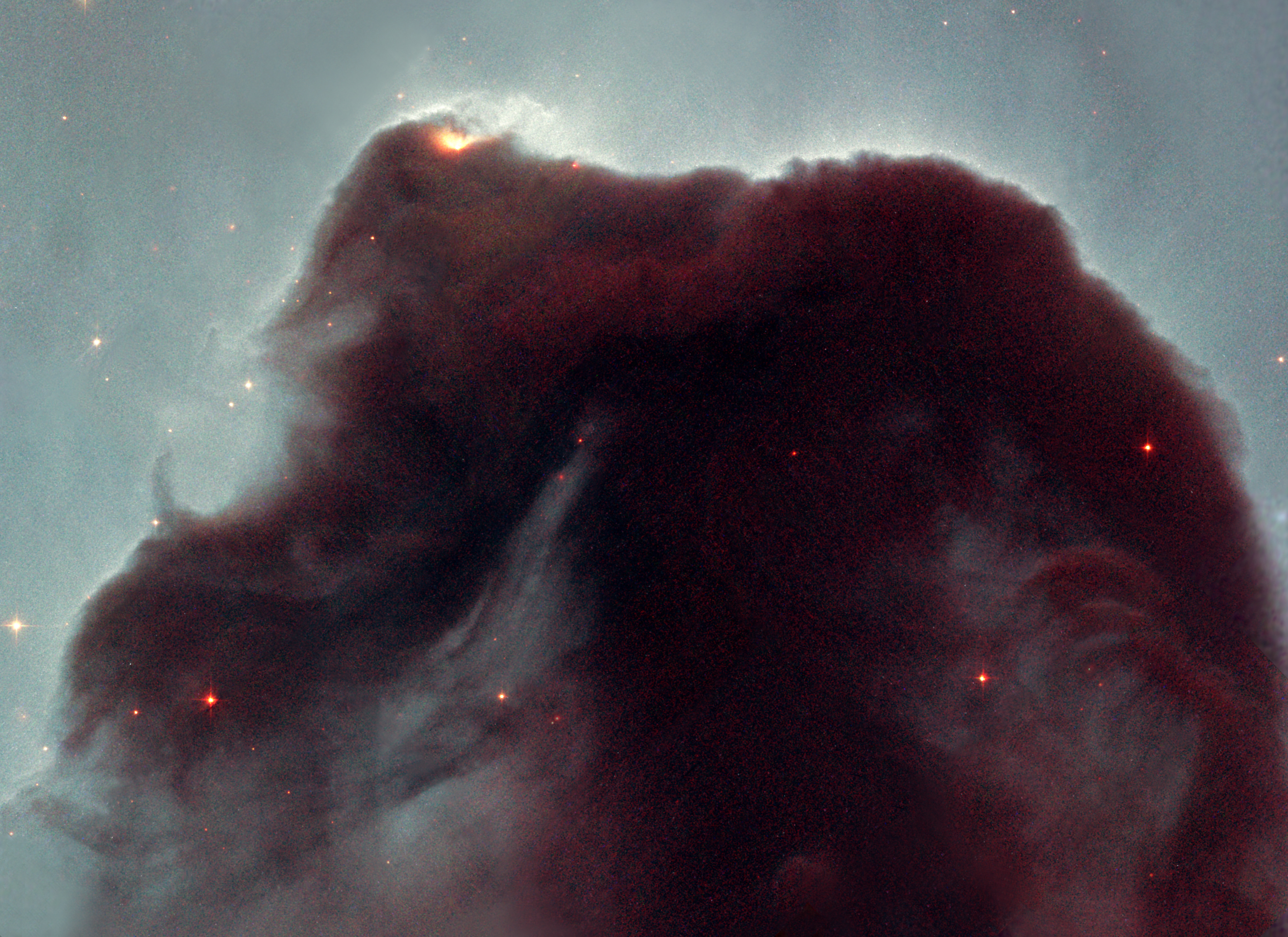
La Nebulosa Testa di Cavallo, un esempio di nebulosa oscura.

Oltre alle nebulose diffuse che non hanno confini ben definiti, esistono alcune nebulose che possono essere descritte come oggetti con confini identificabili.

### Nebulosa planetaria

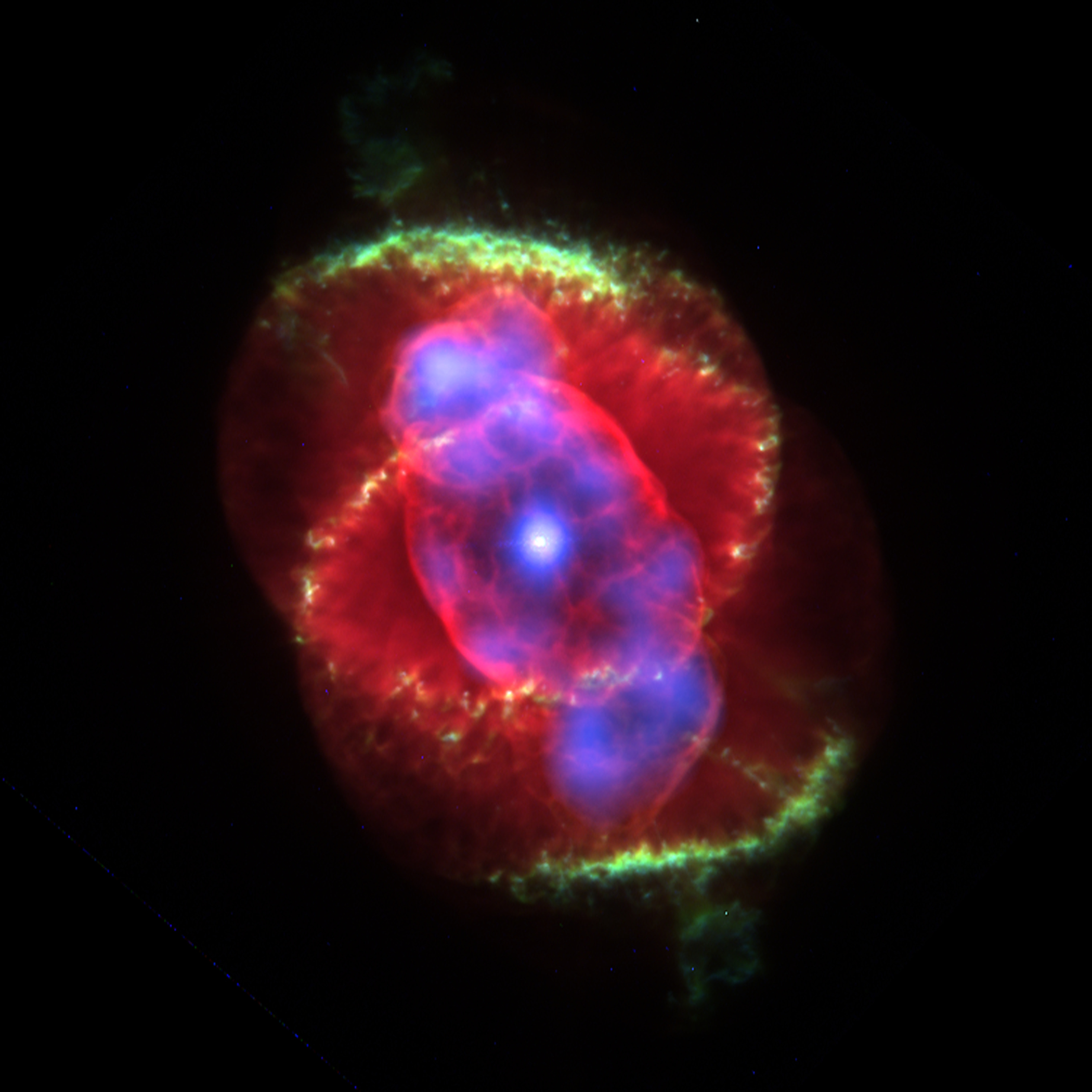
La Nebulosa Occhio di Gatto, un esempio di nebulosa planetaria.

Le nebulose planetarie si formano dal gas espulso dalle stelle a bassa massa quando si trasformano in nane bianche. Sono a emissione con radiazione spettrale simile a quella trovata nelle regioni di formazione stellare. Tecnicamente, esse sono delle regioni H II in quanto la maggior parte dell'idrogeno sarà ionizzato. Tuttavia, le nebulose planetarie sono più dense e più compatte delle nebulose a emissione. I primi astronomi che osservarono questi oggetti pensarono che le nebulose somigliassero ai dischi di pianeti, nonostante non abbiamo nulla a che fare con i pianeti. Da qui l'origine del nome nebulosa planetaria.

#### Nebulosa protoplanetaria
La nebulosa protoplanetaria è un oggetto astronomico che si presenta durante il breve stadio delle ultime fasi dell'evoluzione stellare, quando la stella generatrice si trova tra il ramo asintotico delle giganti e la fase di nana bianca. Le nebulose protoplanetarie emettono una forte radiazione infrarossa e costituiscono un tipo particolare di nebulosa a riflessione. Si tratta della penultima fase evolutiva ad alta luminosità nel ciclo vitale delle stelle di massa intermedia.

### Resto di supernova

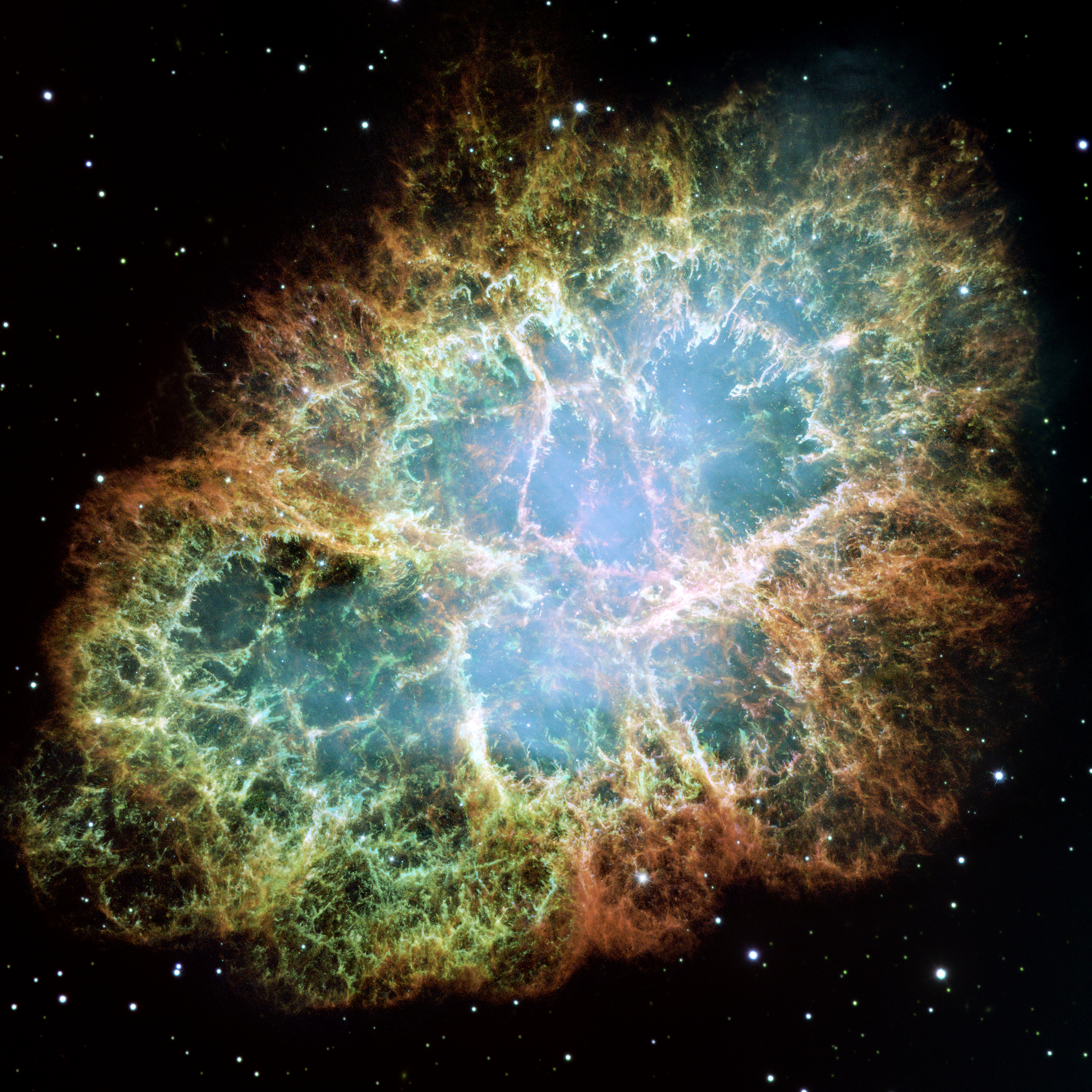
La Nebulosa del Granchio, un esempio di Resto di supernova.

Una supernova si forma quando una stella di grande massa raggiunge la fine della sua vita. Al termine della fusione nucleare che avviene nel nucleo, la stella collassa su se stessa. Il gas che sta cadendo può rimbalzare oppure si può surriscaldare espandendosi verso l'esterno, causando l'esplosione della stella. L'espansione del gas forma un resto di supernova che è un tipo speciale di nebulosa diffusa.